# Affaire Empain
Vous lisez un « bon article » labellisé en 2007.
Pour les articles homonymes, voir Empain.
L'affaire Empain a défrayé la chronique au début de l'année 1978, à la suite de l'enlèvement à Paris d'un homme d'affaires belge, le baron Édouard-Jean Empain, à l'époque riche héritier et président-directeur général du groupe Empain-Schneider (futur Schneider Electric). Grâce au travail des enquêteurs, l'homme sera libéré sans versement de rançon, après 63 jours de captivité.

## Édouard-Jean Empain
En 1978, Édouard-Jean Empain est un homme d'affaires de la noblesse belge résidant à Paris. Riche héritier âgé de quarante et un ans, il est le président-directeur général du groupe Empain-Schneider (futur Schneider Electric) depuis 1971. Il fait partie des grands patrons de France avec un groupe réunissant près de trois cents sociétés, cent cinquante mille employés et vingt-deux milliards de francs de chiffre d'affaires. Le groupe Empain-Schneider détient par exemple les sociétés Framatome (chaudières nucléaires), Creusot-Loire (métallurgie), Jeumont-Schneider, Cerci, Citra et Spie Batignolles (BTP).
Son rapt le marquera profondément. Il déclarera ne plus être le même depuis. Les journaux décortiqueront sa vie privée pendant sa séquestration, « découvrant tantôt son goût pour le jeu, tantôt l'existence de sa garçonnière. Un parfum de scandale qui blessera le baron, jusque-là si discret, plus férocement encore que ses deux mois de captivité ».

## L'enlèvement

### L'enlèvement avenue Foch

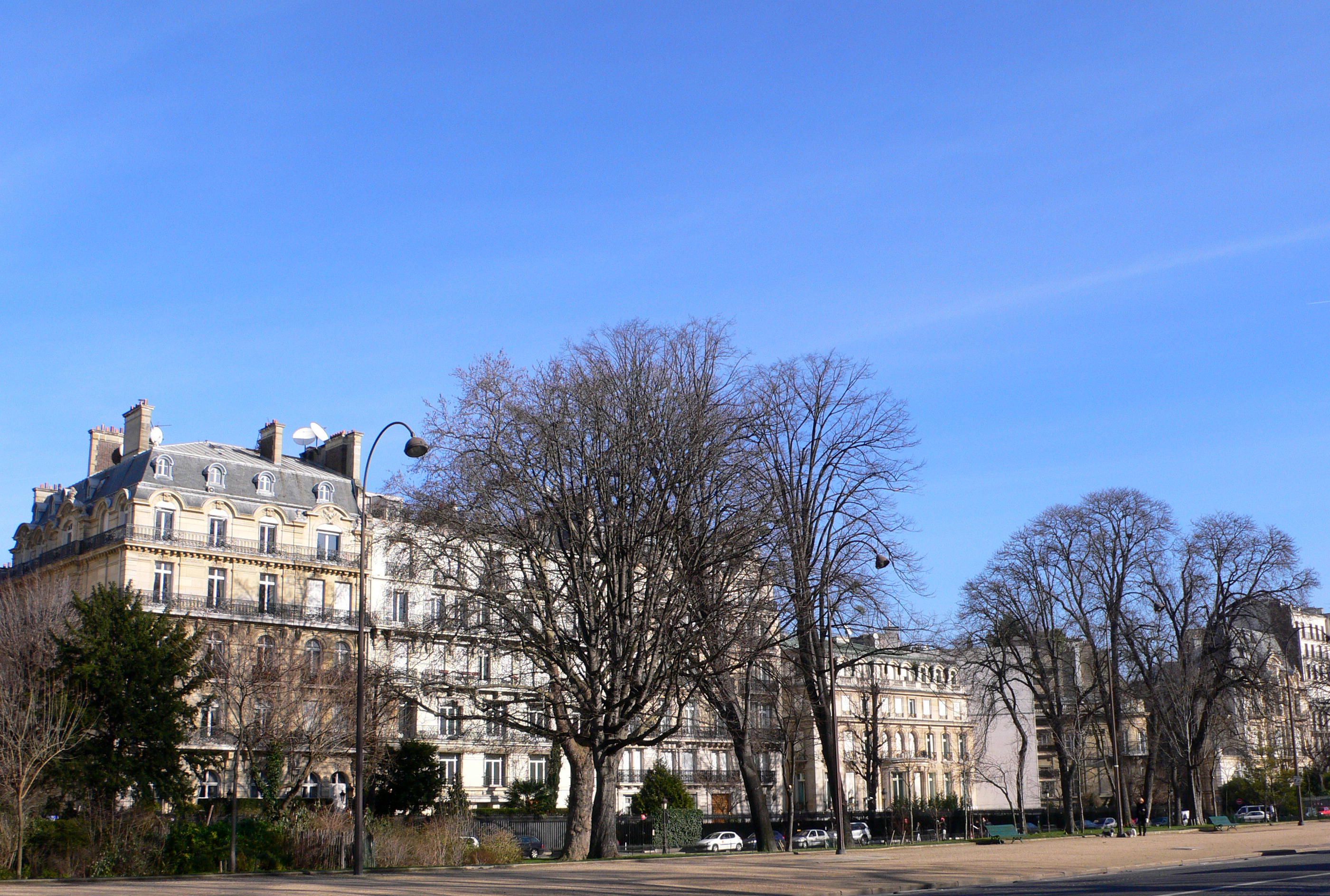
L'avenue Foch, lieu de l'enlèvement, et sa contre-allée.

Le lundi 23 janvier 1978 vers dix heures trente, le baron Édouard-Jean Empain est enlevé à la sortie de son domicile à Paris, au no 33 de l'avenue Foch du 16e arrondissement, à côté de la place Charles-de-Gaulle et de l'arc de triomphe de l'Étoile.
Sa voiture avec chauffeur de maître, une Peugeot 604 grise, est interceptée dans la contre-allée de l'avenue une cinquantaine de mètres après sa sortie du parking : un cyclomoteur est couché en travers de la rue pour simuler un accident et faire stopper le véhicule à proximité d'une camionnette garée. Une fois la voiture arrêtée, le motard masqué et des hommes armés sortis de l'estafette poussent le chauffeur hors du véhicule et s'emparent de la voiture. Le baron est rapidement neutralisé avec des menottes, bâillonné et du sparadrap noué autour des yeux, puis emmené dans son propre véhicule tandis que le chauffeur est jeté dans la camionnette. Les ravisseurs le menacent : « Fais ce qu'on te dit ou on te bute. » Une dizaine de minutes plus tard, le chauffeur, Jean Denis, 62 ans, est relâché, commotionné, près de la porte Maillot. La voiture du baron sera retrouvée quelques heures plus tard dans un parc de stationnement souterrain, sans empreintes digitales exploitables.
Même si les témoins de la scène ne sont pas en mesure de fournir aux enquêteurs des renseignements assez précis pour être véritablement utiles, les circonstances de l'enlèvement sont rapidement connues. En vue de retrouver le baron, la police alertée met en place des contrôles routiers à Paris et en banlieue parisienne, mais sans résultats.

### L'enquête initiale
Le chauffeur d'Édouard-Jean Empain, Jean Denis, relâché peu après porte Maillot, expliquera qu'on lui a mis des menottes avant de le ligoter sous la menace d'armes à feu. Il est ensuite violemment jeté dans la camionnette. Il n'a pas vu les visages des agresseurs mais a entendu l'un d'eux parler en allemand. Les autorités pensent alors à une prise d'otage politique émanant d'un mouvement d'extrême gauche similaire à la Fraction armée rouge allemande, d'autant que peu de temps auparavant, le 5 septembre 1977, le président du patronat allemand, Hanns Martin Schleyer, avait été enlevé puis exécuté quarante-trois jours plus tard par la Fraction armée rouge. La période est en effet marquée par de nombreux enlèvements avec demande de rançon, comme celui de l'homme politique italien Aldo Moro ou celui, deux ans plus tard, de l'industriel Michel Maury-Laribière.
Les policiers investissent l'appartement familial du baron pour filtrer en permanence les communications téléphoniques, car ils supposent que les ravisseurs vont contacter la famille. Par des mesures de conseil, de protection et de surveillance, ils cherchent à éviter qu'elle traite directement avec les ravisseurs.
Le président de la République d'alors, Valéry Giscard d'Estaing, proche du baron Empain, convoque le ministre de l'Intérieur Christian Bonnet et le Garde des Sceaux Alain Peyrefitte pour mettre en place un « état-major de crise ». Peyrefitte lance un appel à la « délation des criminels » et le Premier secrétaire du PS François Mitterrand parle d'un « recul de civilisation ». Une cellule de crise similaire à celle du gouvernement, conduite par René Engen, bras-droit du baron, et Robert Badinter, avocat du groupe industriel, est aussi mise sur pied au sein du groupe Empain-Schneider, décidé à ne pas laisser la police prendre seule toutes les décisions. L'ancien directeur général de la police judiciaire, Max Fernet, y est employé comme « conseiller technique ».

### Premier message des ravisseurs

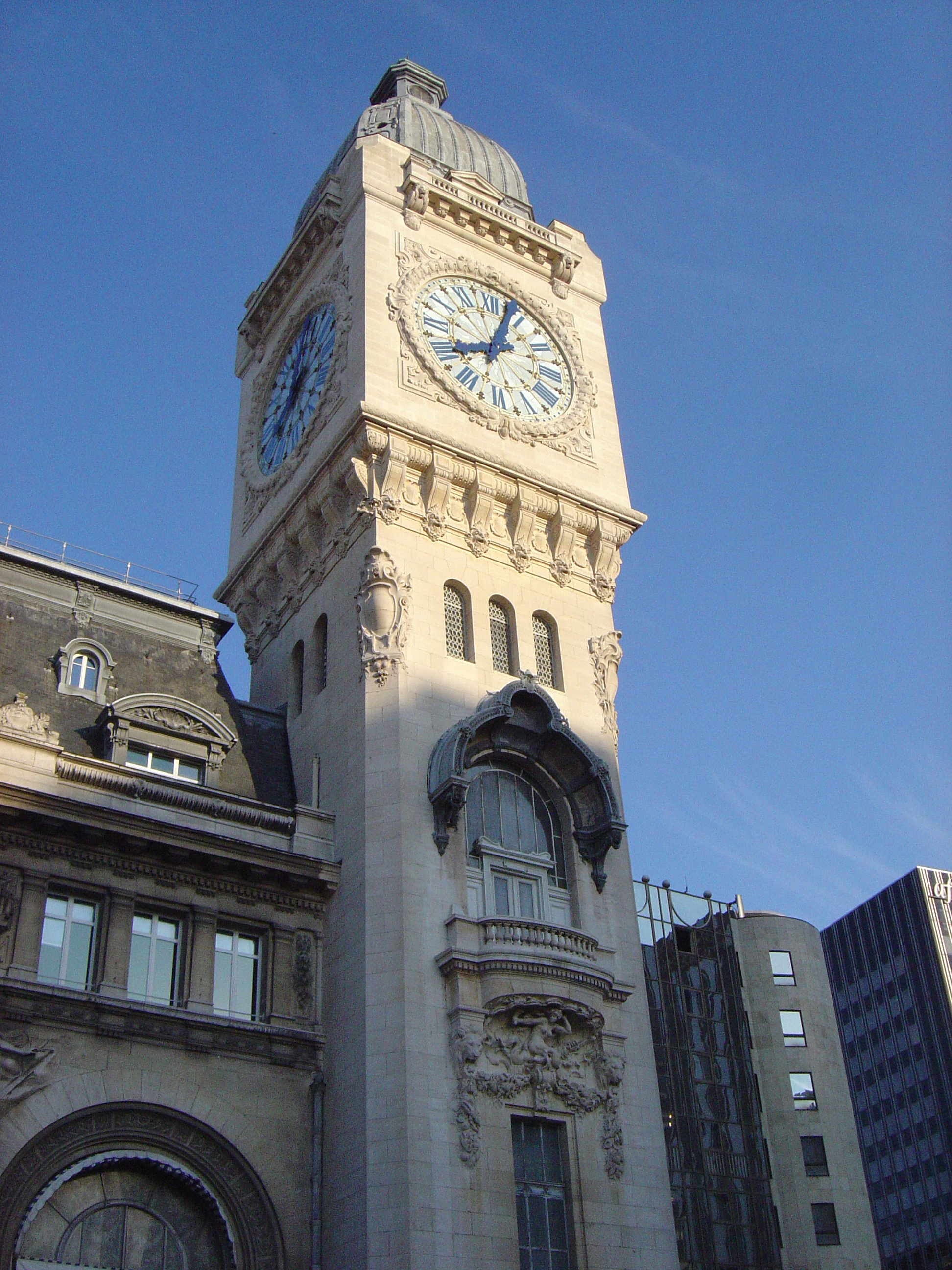
Le beffroi de la gare de Lyon, appelé « Tour de l'Horloge ».

Le mardi 24 janvier 1978, au lendemain de l'enlèvement, le groupe radiophonique RTL reçoit un coup de téléphone revendiquant le rapt :

« Nous, Noyaux armés pour l'autonomie populaire, revendiquons l'enlèvement du baron Empain.
Nous exigeons la libération de nos camarades avant mercredi midi sinon nous tuerons le baron.
D'autres patrons suivront... »

Les Noyaux armés pour l'autonomie populaire (NAPAP) sont une organisation française de lutte armée d'extrême gauche et généralement qualifiée de terroriste. Cette fausse piste, volontairement distillée par les ravisseurs, confirme temporairement la thèse politique dont la presse se fait l'écho, mais la police privilégie déjà une autre hypothèse. En effet, trente-six heures après l'enlèvement, les proches de l'otage reçoivent un coup de téléphone anonyme qu'ils relaient à la police. Lors de cet appel passé depuis une banque de la rue d'Anjou, c'est-à-dire tout près du siège du groupe Empain-Schneider, on exige qu'une personne se rende à la gare de Lyon pour récupérer un message laissé dans la consigne no 595. René Engen, numéro 2 du groupe et patron par intérim, va, accompagné de la brigade criminelle, chercher ce message qui comporte en fait une carte d'identité, plusieurs lettres des ravisseurs (écrites avec des caractères ne permettant pas de reconnaître l'auteur par une recherche graphologique), quelques mots du baron Empain, dont un message à sa femme, et un paquet. Par son contenu, ce message prouve que le baron est toujours en vie et qu'il s'agit bien là des vrais ravisseurs.
Les ravisseurs réclament à la famille une rançon de quatre-vingts millions de francs, et se montrent très déterminés : le paquet contient un flacon de formol dans lequel se trouve une phalange de l'auriculaire gauche du baron Empain que les ravisseurs ont sectionnée. La famille est d'autant plus marquée psychologiquement que la lettre stipule que d'autres morceaux du corps mutilé du baron suivront si la rançon n'est pas payée,.

### Six jours d'attente
Six jours passent sans nouvelles des ravisseurs. La police élargit son enquête à la vie privée du baron Empain dans le but de savoir si cette prise d'otage n'est pas liée à une raison autre que purement crapuleuse.
Plusieurs pistes seront suivies. La passion du baron pour le poker, auquel il s'adonne plusieurs soirs par semaine et pour des sommes importantes, indique une possible piste mafieuse. L'enquête révèle que le baron a perdu onze millions de francs quelques semaines auparavant et qu'il a dû emprunter de l'argent pour rembourser cette dette. La presse se fait rapidement l'écho de ces révélations. Apparaît alors l'hypothèse qu'il ait pu organiser son propre enlèvement pour payer ses dettes de jeu. Cependant, c'est la vie sexuelle extraconjugale du baron qui cristallise l'essentiel des discussions. Relayées dans la presse qui en fera ses choux gras, les révélations portent un gros coup à son image, jusqu'ici irréprochable. Néanmoins, l'enquête écarte rapidement cette piste.
Blessée par ces révélations, la famille Empain devient de plus en plus méfiante vis-à-vis des journalistes et préfère garder le silence. Malgré cela, la presse, à l'affût, maintient une présence ininterrompue aux abords de l'immeuble du baron.
La police refuse de confirmer que le baron a été amputé d'une phalange, ce qui provoque des spéculations et des rumeurs dans les médias. Dans le même temps, les ravisseurs adressent à la famille un nouveau courrier. Il s'agit d'une lettre manuscrite rédigée par Édouard-Jean Empain sous la dictée de ses ravisseurs. Elle donne des consignes quant à la remise de la rançon et rappelle que la police ne doit pas être avertie. La famille et le groupe Empain-Schneider ne préviennent pas immédiatement les forces de l'ordre, préférant envisager seuls la conduite à tenir. Ce comportement suscitera chez les policiers une attitude de méfiance envers les proches du baron, qui vont faire l'objet d'une surveillance renforcée.
Cette surveillance permettra de découvrir l'existence de négociations secrètes entre le groupe et les ravisseurs visant à faire baisser la somme exigée de quatre-vingts millions à trente millions de francs. En effet, la famille et le groupe estiment qu'il vaut mieux payer, dans la mesure où la somme est minorée, tandis que les policiers, forts de leur expérience en matière d'enlèvements, refusent toute idée de paiement d'une rançon. Au fil des échanges, le groupe se laisse convaincre par la police et le commissaire Pierre Ottavioli, directeur de la brigade criminelle et chef de l'enquête, lequel décide de ne verser qu'une rançon factice, au grand désespoir de la femme du baron, Silvana Empain, qui estime que cela met en péril la vie de son époux, étant donné que le versement d'une rançon ne constitue en rien une garantie de libération de l'otage.

### Une période de calme relatif
Quatre semaines après l'enlèvement, le lundi 20 février 1978, un coup de téléphone des ravisseurs passé au siège social du groupe indique que la rançon demandée est minorée à quarante millions de francs, sans autres négociations. La brigade criminelle obtient le soutien de la brigade antigang.

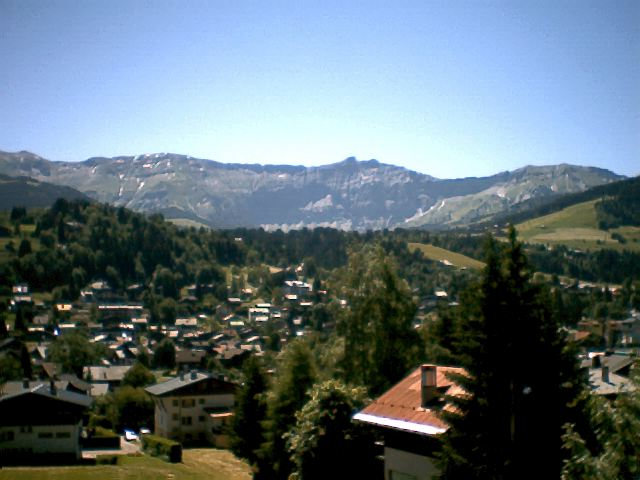
Vue de Megève.

Le rendez-vous fixé par les ravisseurs doit avoir lieu deux jours plus tard à Megève, une station de sports d'hiver huppée de Haute-Savoie. Un système de communication radio est rapidement mis en place dans cette zone montagneuse, et des repérages sont faits pour faciliter l'opération. Les policiers envisagent les différents scénarios possibles concernant la façon dont les ravisseurs pourraient procéder, étudiant notamment la manière dont ils sont susceptibles de quitter la ville. Pour que les voitures de police banalisées en provenance de la région parisienne ne soient pas repérées, leurs plaques d'immatriculation sont changées.
L'inspecteur Jean Mazzieri, réputé pour sa maîtrise des arts martiaux et son sang-froid, est désigné pour assurer la livraison de la rançon sous le pseudonyme de « M. Mazo », collaborateur du baron.

### L'épisode de Megève
Le jour prévu, le mercredi 22 février 1978, Jean Mazzieri se rend à l'hôtel Le Chalet du Mont d'Arbois où il doit recevoir un coup de téléphone d'une personne surnommée « Félix le Chat » qui demandera un « Jacques Dupond » afin de fixer un autre lieu de rendez-vous pour l'échange. Il a avec lui deux sacs de sport contenant dix-sept millions de francs suisses factices. Le lieu est surveillé par de nombreux policiers en civil prêts à intervenir en cas de besoin. Mais les ravisseurs, au courant de la mise en place d'un important dispositif policier, n'appellent pas et l'opération est annulée en fin de soirée. Indécis sur la conduite à tenir, les kidnappeurs choisissent de voter pour décider s'ils tuent leur otage ou le déplacent. Après un vote serré, c'est la seconde option qui l'emporte.

### Reprise des contacts
Sept semaines après l'enlèvement, le vendredi 17 mars 1978, Pierre Salik, un homme d'affaires belge et proche du baron Empain, reçoit un coup de téléphone à son bureau de Bruxelles. Les ravisseurs souhaitent contacter René Engen et appellent Salik pour déjouer la surveillance téléphonique française. Engen se rend directement d'un voyage d'affaires au Luxembourg au lieu du rendez-vous, l'hôtel Hilton de Bruxelles, où il doit attendre un appel. Lors de cet appel on lui indique qu'une nouvelle tentative d'échange va avoir lieu et qu'il recevra les consignes par courrier. La lettre qu'il reçoit ensuite, écrite par Empain toujours sous la dictée des ravisseurs, donne les consignes en précisant que « c'est la vie ou la mort » si la police est avertie. Les forces de l'ordre, toutefois prévenues, déploient rapidement un dispositif d'alerte pour le nouveau rendez-vous fixé au jeudi 23 mars à quinze heures au restaurant Fouquet's de l'avenue des Champs-Élysées à Paris.

### Pérégrinations parisiennes
Le jour fixé, c'est à nouveau le policier Jean Mazzieri qui doit porter la rançon sous le même pseudonyme. Une certaine « Charlotte Corday » appelle un « M. Marat » comme convenu et questionne la personne pour s'assurer qu'elle n'appartient pas à la police. Un point de rendez-vous, le café Le Murat, porte d'Auteuil, est fixé pour un nouvel appel téléphonique. Pendant tout le trajet, Mazzieri est discrètement suivi par d'autres policiers lourdement armés. La personne qui appelle est de plus en plus méfiante et semble vouloir interrompre la transaction, mais Jean Mazzieri parvient à jouer sur la cupidité des ravisseurs et le jeu de piste continue. Mazzieri doit récupérer un plan de route au fond d'une poubelle située à proximité d'une des bouches de la station de métro Porte d'Auteuil. Le plan indique l'adresse d'un café, Le Rond-Point, à la porte d'Orléans, et impose un trajet précis ainsi qu'une vitesse fixe de cinquante kilomètres par heure. Le plan stipule que la voiture doit emprunter une voie de service ouverte spécialement par les ravisseurs qui comptent ainsi s'assurer que le véhicule n'est pas suivi par la police. Jean Mazzieri peut toutefois contacter les autres policiers par radio afin d'éviter le piège.
Un nouveau plan de route envoie Mazzieri à Antony où il doit emprunter une voiture abandonnée sur un parking, laquelle ne sera équipée d'aucune radio. La boîte à gants contient un nouveau lieu de rendez-vous, le café Les Trois Obus, situé près de la station de métro Porte de Saint-Cloud. De là, il doit se rendre à l'hôtel Hilton d'Orly. Sur place, après six heures de pérégrinations dans Paris et sa banlieue, il reçoit un appel des ravisseurs qui, prétextant la tombée de la nuit, jugent qu'il est trop tard et remettent l'échange au lendemain.

### L'arrestation

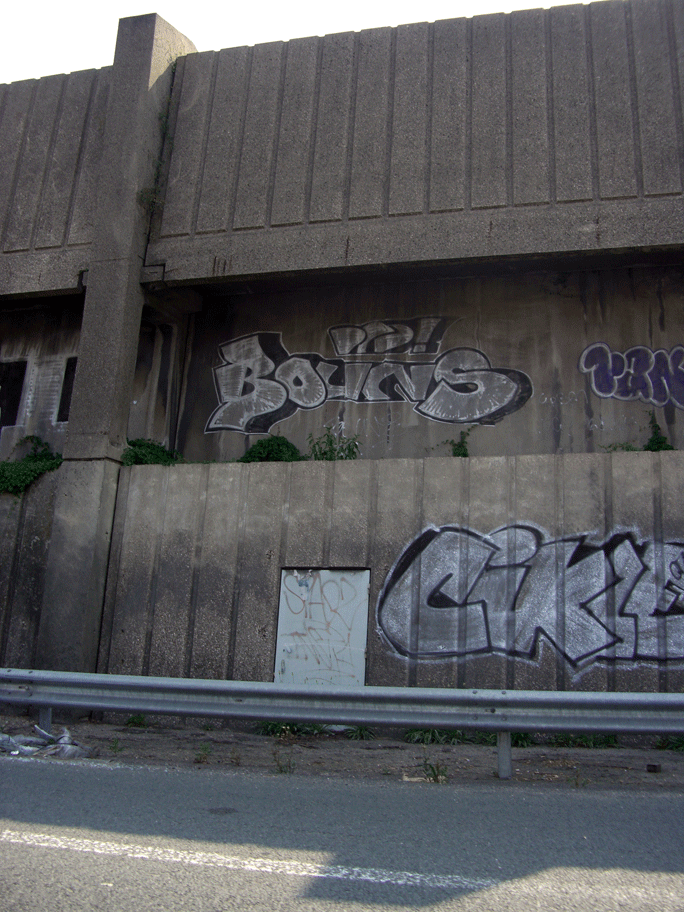
Une partie du mur anti-bruit avec une des portes de maintenance le long de l'autoroute près de L'Haÿ-les-Roses.

Le lendemain, le vendredi 24 mars 1978, en début de soirée, au bar du Hilton d'Orly, Mazzieri reçoit un appel téléphonique lui demandant d'aller faire le plein d'essence comme s'il devait se préparer à un nouveau jeu de piste. Il doit ensuite revenir au bar de l'hôtel. À son retour, Mazzieri reçoit un nouvel appel au cours duquel son interlocuteur, qui se montre impatient, lui demande de s'arrêter sur l'autoroute du Sud, direction Paris, à la borne d'appel d'urgence B16. Là encore, un important dispositif de suivi policier est mis en place.
Alors que la voiture est stationnée sur la bande d'arrêt d'urgence, une dépanneuse s'arrête derrière elle, la croyant en panne. Les policiers, sur leurs gardes, pensent avoir peut-être affaire à un complice. Jean Mazzieri sort de la voiture pour parler au dépanneur et lui dire qu'il n'est pas en panne : c'est alors que deux personnes embusquées dans les fourrés s'emparent de la voiture. Après quelques centaines de mètres, le véhicule s'arrête à proximité d'une porte de maintenance ménagée dans le mur anti-bruit d'environ vingt mètres de haut qui borde l'autoroute A6 au niveau de L'Haÿ-les-Roses, porte que les ravisseurs ont prévu d'emprunter pour fuir, la piégeant au passage avec une grenade afin de ne pas être suivis. Un complice, posté sur le mur avec un pistolet mitrailleur, avise l'arrivée de la police et fait feu. Une fusillade a lieu entre la police et les ravisseurs : un des ravisseurs est tué et un autre blessé et arrêté.
Deux policiers sont blessés. L'homme abattu est Daniel Duchâteau, déjà condamné pour braquage de banque ; son complice arrêté, « Alain », est connu des services de police pour de petits larcins.

### La libération
Le dimanche 26 mars 1978, la police interroge Alain, qui s'avérera s'appeler Alain Caillol, pour qu'il prévienne ses complices et leur demande de libérer l'otage. Devant la détermination des policiers, il cède après avoir obtenu la garantie que ses complices ne seraient pas arrêtés. Le commissaire Ottavioli propose à Caillol de les appeler depuis son propre téléphone qui n'est pas sur écoute. Caillol appelle deux fois : « C'est foutu, la rançon a été saisie, il faut éviter le carnage et relâcher le baron ». Après ces coups de fil, il déclare que « [c]'est bon à quatre-vingt-dix-neuf pour cent » : la libération du baron est proche. Un magnétophone enregistrant la conversation permet d'identifier le numéro appelé au moyen des tonalités des impulsions sur le cadran à touches.
Deux heures après, avant même la localisation de l'appel, le baron est libéré. Après plusieurs mois d'enquête, tous les ravisseurs seront arrêtés, sauf un, mort au cours d'un braquage effectué pendant sa cavale. Deux sont appréhendés au Portugal et les autres en France. Dans le cadre de cette affaire, deux cent quarante mille véhicules auront été contrôlés lors de barrages routiers et douze mille habitations visitées. Le rapt aura duré soixante-trois jours.

## La captivité
D'après son témoignage, le baron Empain est tout d'abord emmené dans une maison en ruines sans eau ni électricité. Enchaîné par le cou, il est ensuite enfermé dans une tente de camping orange installée dans l'ancienne carrière Hennocque située à Méry-sur-Oise. Tout contact avec les ravisseurs se fait après que l'otage a enfilé une cagoule l'empêchant d'identifier ses interlocuteurs. La mutilation au massicot d'une phalange le premier jour de détention, bien que dramatique, le rassure car c'est, selon lui, un signe de la volonté des ravisseurs de ne pas le tuer immédiatement. Le baron se doute qu'une rançon aussi importante ne pourra être versée puisque les ravisseurs ont enlevé, selon lui, « la seule personne qui a de l'argent ». Il espère donc qu'ils se contenteront d'une somme inférieure, ce qui rendrait possible la collecte et le paiement d'une rançon par ses proches. Durant sa détention, le baron ne voit quasiment jamais la lumière du jour, ce qui provoque chez lui une dépression. Les ravisseurs tentent d'améliorer ses conditions de captivité, en lui donnant par exemple une petite lampe de chevet.
Après la tentative de Megève, les ravisseurs, nerveux, changent de cachette. Le baron est transporté dans une caisse clouée. Le nouveau lieu n'est pas aussi glacial que le premier et Empain dispose d'une lampe lui permettant de lire ainsi que d'une petite télévision qu'il laissera allumée en permanence. Toujours d'après son témoignage, les ravisseurs cherchent à gagner du temps car, selon eux, plus le temps passe, plus les chances d'obtenir une rançon sont élevées. D'après lui, les ravisseurs avaient fixé une somme très importante dans le but de recueillir une rançon élevée mais moindre.
Le vendredi 24 mars 1978, le baron est libéré à la suite de l'appel d'Alain Caillol. Cagoulé et vêtu d'un jogging bleu à rayures blanches, il est abandonné sur un terrain vague dans une rue d'Ivry-sur-Seine, en proche banlieue parisienne, avec un billet de dix francs. C'est la première fois qu'il marche depuis deux mois. Il se dirige difficilement vers une bouche de métro qu'il aperçoit à proximité, soulagé d'être à Paris. Il descend à la station Opéra et téléphone chez lui pour prévenir de sa libération et parler à sa femme. Madame Empain et la police se rendent sur place immédiatement et ramènent le baron chez lui. Dans la voiture, il éclate en sanglots. Le 7 avril 1978, une photographie du baron prise par les ravisseurs lors sa détention fait la couverture de Paris Match avec le titre « Empain enchaîné ».
Alain Caillol, l'un des ravisseurs, révèlera plus tard dans son livre Lumière (2012) certains détails, comme le fait que l'auteur de la découpe de la phalange ait été tiré à la courte paille ou le fait qu'ils avaient voté concernant la possible exécution de l'otage après un mois de séquestration à cause des difficultés de négociation.

## Les retrouvailles
Les retrouvailles de « Wado », comme l'appellent ses proches, avec sa femme se passent mal. « Je savais que tu allais sortir ce soir » seront les seules paroles qu'elle prononcera, sans émotion apparente, donnant l'impression de minimiser le drame qui vient de se terminer. Elle souhaite que le baron aille directement faire une déposition à la police tandis que lui, libéré, souhaite absolument rentrer chez lui et faire sa déposition plus tard. La plaie de son doigt, non soignée, le fait souffrir, il est épuisé, mal nourri, en manque d'efforts physiques et a perdu vingt kilos. Il est hospitalisé le lendemain à l'hôpital américain de Paris, à Neuilly-sur-Seine.
Le lieu de sa détention, identifié par la police grâce à la localisation de l'appel d'Alain Caillol à son complice, était la cave d'un pavillon de Savigny-sur-Orge, à vingt-six kilomètres de Paris, déserté par ses occupants avant l'arrivée de la police. Le nom des locataires et un travail d'enquête permettent cependant de retrouver les personnes impliquées qui, à la surprise des policiers, ne sont nullement des figures importantes du grand banditisme.
Peu de temps après sa libération, le baron décide de divorcer. Ses proches souhaitent des explications quant aux révélations de la presse sur sa vie privée. Le groupe Empain-Schneider, géré en son absence par des collaborateurs, doit désormais faire face à son retour et les « frasques » désormais publiques du baron posent problème,. Quittant une « prison » pour une autre, le baron déclare qu'il préférait la première, et de loin. Il est très affecté par le comportement de ses proches lorsqu'il apprend la manière dont l'opération a été menée,. Il explique que s'il avait su cela lorsqu'il était retenu prisonnier, il se serait « laissé mourir ». Très déçu par son entourage et par l'accueil qui lui a été fait, il quitte la France pour aller vivre six mois aux États-Unis, « avec un jean et un sac à dos », pour se changer les idées. Il se remarie avec une Française et rompt l'essentiel de ses liens avec le milieu des affaires français.
Il recevra les mois suivant son enlèvement de nombreuses lettres de soutien et évitera pendant de nombreuses années de retourner avenue Foch, lieu de son enlèvement. Le 7 septembre 1978, plusieurs mois après sa libération, il donne sa première conférence de presse. Il avoue avoir subi des pressions pour ne pas parler à la presse avant cette date et reconnaît que cet événement a modifié sa façon de voir les choses en concluant : « La privation de liberté est un état insupportable. Vous savez, les choses importantes, c'est de pouvoir aller chaque matin prendre sa douche et de prendre son petit déjeuner tranquillement ». C'est « un homme différent » qui explique pardonner à ses ravisseurs mais pas à la police pour l'avoir sali en laissant entendre qu'il aurait pu s'agir d'un auto-enlèvement organisé en vue d'éponger ses dettes et avoir révélé à sa famille ses aventures extraconjugales,. Il s'étonne aussi du comportement de ses proches : « Je m'attendais à être accueilli autrement. Au lieu d'amitié et d'amour, on m'a tout de suite parlé, sans attendre que je récupère, d'un certain nombre de faits de ma vie privée, et on m'a demandé d'y répondre »,. Ses collaborateurs aussi l'ont déçu : « Je ne peux plus faire confiance à personne parce que je n'ai jamais réussi à savoir ce qui s'était vraiment passé pendant ma séquestration. J'ai trouvé l'attitude du groupe étrange ». En février 1981, le baron quitte le groupe, cédant sa participation à la banque Paribas.
À propos de ses années 1970, il déclare : « Je n'avais qu'à avancer. Les gens se couchaient ! Un ministre me demandait quelque chose : si je lui disais non, il n'insistait pas. J'ai toujours été joueur. En 1978, j'avais quelques ardoises à droite, à gauche. Je ne savais pas tellement comment les régler, mais comme j'étais le Dieu vivant, cela n'avait pas d'importance ». Après son enlèvement, cette époque est pour lui révolue.

## Le procès
Le 2 décembre 1982, quatre ans après les faits, s'ouvre le procès de l'« affaire Empain ». Il durera seize jours sous la présidence du juge Chavagnac. Paradoxalement, l'attention se fixe immédiatement sur la victime et non sur les accusés. Pour la première fois, le baron Empain voit le visage de ses huit ravisseurs encore en vie, six hommes et deux femmes, dont un proxénète marseillais et sa femme : les frères François et Alain Caillol, Bernard Guillon, Georges Bertoncini dit « Joe le marseillais », son beau-frère Marc Le Gayan ainsi que la soeur de ce dernier, Annick Le Gayan, Robert Matheron et Andrée Boniface. Ils lui apparaissent comme de « petits mecs » sans envergure. Il annonce publiquement qu'il leur a pardonné afin que la condamnation ne soit pas trop sévère, confirmant ce qu'il avait dit lors de sa première conférence de presse. En effet, fort de son expérience de deux mois sans liberté, il est conscient de la dureté de cette sentence sur une longue période.
La défense se base sur le fait que les accusés n'auraient été que de simples exécutants, intermédiaires d'un commanditaire inconnu et trop dangereux pour qu'ils osent le dénoncer. Les accusés tentent de faire porter la responsabilité des faits les plus graves sur Daniel Duchâteau, le ravisseur tué lors de la fusillade sur l'autoroute du Sud et Jean Brunet, tué au cours d'un braquage en décembre 1978. La découverte de billets d'avion pour Majorque prouve que ces personnes, qui prétendent ne pas se connaître, se sont en fait toutes rendues ensemble à cet endroit pendant une semaine pour planifier l'enlèvement. Une reconstitution ordonnée par le tribunal est faite le 27 juin 1979 au pavillon de Savigny-sur-Orge.
Au cours du procès, les ravisseurs déclarent avoir choisi le baron au sein d'une liste de trois personnalités : Marcel Dassault, le baron de Rothschild et lui-même. Plus tard, ils mentionneront Liliane Bettencourt et Claude François qui habitait et avait ses bureaux boulevard Exelmans comme le baron Empain[source insuffisante]. Ses habitudes, ses horaires précis et réguliers et sa constitution physique plus solide, lui permettant de mieux supporter la détention, ainsi que la contre-allée de son domicile permettant un enlèvement plus facile, ont déterminé le choix de ses ravisseurs. Devant le tribunal, les accusés font leurs excuses au baron. Le procès permet également au baron Empain de s'expliquer et donc de réhabiliter son image. Désormais patron d'une petite entreprise de quinze salariés, il raconte son calvaire, avec pudeur et dignité, sans chercher à accabler les accusés et en se refusant à donner « les détails sordides ». Il ajoutera : « Ce fut un cauchemar. Je ne souhaite pas cela à mon pire ennemi ». Ses invectives sont en fait plutôt dirigées vers ses proches et ses collaborateurs — les vrais coupables selon lui. Il explique aussi comment, après sa libération et avant l'arrestation de ses ravisseurs, il a continué à vivre dans la peur parce qu'il avait signé sous la menace une reconnaissance de dette de trente-cinq millions de francs et que, faute de paiement, ses ravisseurs menaçaient de tuer au hasard des inconnus dans la rue en épinglant sur eux une copie de ce document.
Les peines infligées aux ravisseurs sont de quinze à vingt ans de réclusion criminelle. Leurs complices écopent de deux à cinq ans.

## Dans la culture populaire
- La chanson Le Prix d'un homme chantée par Michel Sardou sur son album Je vole (1978) évoque l'affaire Empain.

### Documentaires et émissions
- « L'enlèvement du baron Empain » - Faites entrer l'accusé sur France 2 le 10 avril 2005.
- Paroles d'otages de Jean-Claude Raspiengeas et Patrick Volson (1989). Récit de trois otages : Gerhard Vaders, Édouard-Jean Empain et Jean-Paul Kauffmann, VHS, TF1 Vidéo, 1990. Première diffusion du documentaire en France, sur TF1 en 1990.
- L'affaire Empain, TF1 Journal de 20 H 00 27/06/1979, reconstitution de la séquestration INA
- Édouard Jean Empain, Cartes sur table, A2 18/09/1978, INA
- Comment ils ont changé de vie (2012). Présentation par Mireille Dumas et première diffusion en France sur France 3 le 14 mai 2012. Édouard-Jean Empain et Alain Caillol sont notamment invités en plateau.
- « L'affaire du baron Empain : deux mois sans voir le jour » le 29 mars 2018 dans Enlèvements sur C8.
- « Qui a enlevé ces millionnaires français » - Héritages sur NRJ 12 du 16/02/2021. Seconde histoire de l'épisode « Baron Empain: cet enlèvement qui a bouleversé les français ».

### Film
- Rapt (2009) de Lucas Belvaux s'inspire de l'affaire Empain[33]